# Coppa Ronchetti 1985-1986
L'edizione 1985-1986 della Coppa europea Liliana Ronchetti è stata la quindicesima della seconda competizione europea per club di pallacanestro femminile organizzata dalla FIBA Europe. Si è svolta dal 1º ottobre 1985 all'11 marzo 1986.
Vi hanno partecipato ventinove squadre. Il titolo è stato conquistato dalla Dinamo Novosibirsk, in finale sulla BSE Budapest.

## Preliminari
| Squadra #1            | Totale    | Squadra #2          | Andata  | Ritorno |
| --------------------- | --------- | ------------------- | ------- | ------- |
| Śląsk Wrocław         | 165 - 144 | YMCA Helsinki       | 73 - 59 | 92 - 85 |
| Voința Bucureşt       | 162 - 173 | Iskra Ljubljana     | 94 - 96 | 68 - 77 |
| Ment Salonica         | 143 - 152 | Sporting Luxembourg | 72 - 68 | 71 - 84 |
| DBB Wien              | 135 - 161 | Lanerossi Schio     | 81 - 79 | 54 - 82 |
| Manchester United     | 86 - 177  | AS Villeurbanne     | 44 - 83 | 42 - 94 |
| Slovan Bratislava     | 137 - 152 | Jedinstvo Tuzla     | 74 - 64 | 63 - 88 |
| Pécsi VSK             | 128 - 149 | ZKK Vozdovac        | 65 - 87 | 63 - 62 |
| ASPTT Aix-en-Provence | 141 - 109 | Apollon Kalamarias  | 76 - 49 | 65 - 60 |
| Tampereen Pyrintö     | 159 - 160 | Budapesti Spartacus | 82 - 65 | 77 - 95 |

## Ottavi di finale
| Squadra #1            | Totale    | Squadra #2          | Andata   | Ritorno |
| --------------------- | --------- | ------------------- | -------- | ------- |
| Śląsk Wrocław         | 137 - 152 | Lokomotiv Sofia     | 73 - 71  | 64 - 83 |
| Iskra Ljubljana       | 200 - 108 | Sporting Luxembourg | 107 - 51 | 93 - 57 |
| Budapesti Spartacus   | 127 - 148 | AS Villeurbanne     | 68 - 76  | 59 - 72 |
| Maritsa Plovdiv       | 152 - 153 | Jedinstvo Tuzla     | 80 - 72  | 72 - 81 |
| ASPTT Aix-en-Provence | 130 - 164 | ZKK Vozdovac        | 69 - 77  | 61 - 87 |

## Gruppi quarti di finale

### Gruppo A
| Pos | Squadra            | G | V | P | PF  | PS  | DP  | Qualificazione              |       | DNO   | LSO   | SPR   |
| --- | ------------------ | - | - | - | --- | --- | --- | --------------------------- | ----- | ----- | ----- | ----- |
| 1   | Dynamo Novosibirsk | 4 | 4 | 0 | 362 | 284 | +78 | Qualificata alle semifinali |       | —     | 96–79 | 99–58 |
| 2   | Lokomotiv Sofia    | 4 | 2 | 2 | 305 | 302 | +3  |                             |       | 64–80 | —     | 72–56 |
| 3   | Spartak Sokolovo   | 4 | 0 | 4 | 267 | 348 | −81 |                             | 83–87 | 70–90 | —     |       |

### Gruppo B
| Pos | Squadra           | G | V | P | PF  | PS  | DP  | Qualificazione              |       | SBV   | MON   | LSC   |
| --- | ----------------- | - | - | - | --- | --- | --- | --------------------------- | ----- | ----- | ----- | ----- |
| 1   | Iskra Ljubljana   | 4 | 3 | 1 | 340 | 300 | +40 | Qualificata alle semifinali |       | —     | 94–74 | 83–62 |
| 2   | AS Monferrandaise | 4 | 3 | 1 | 340 | 341 | −1  |                             |       | 89–83 | —     | 90–85 |
| 3   | Lanerossi Schio   | 4 | 0 | 4 | 301 | 340 | −39 |                             | 75–80 | 79–87 | —     |       |

### Gruppo C
| Pos | Squadra         | G | V | P | PF  | PS  | DP  | Qualificazione              |       | BSE    | JTU   | SVT   |
| --- | --------------- | - | - | - | --- | --- | --- | --------------------------- | ----- | ------ | ----- | ----- |
| 1   | BSE Budapest    | 4 | 4 | 0 | 314 | 266 | +48 | Qualificata alle semifinali |       | —      | 77–65 | 58–55 |
| 2   | Jedinstvo Tuzla | 4 | 2 | 2 | 281 | 303 | −22 |                             |       | 75–103 | —     | 72–63 |
| 3   | Sisv Viterbo    | 4 | 0 | 4 | 249 | 275 | −26 |                             | 71–76 | 60–69  | —     |       |

### Gruppo D
| Pos | Squadra           | G | V | P | PF  | PS  | DP  | Qualificazione              |       | KSO   | RPA   | ZVO   |
| --- | ----------------- | - | - | - | --- | --- | --- | --------------------------- | ----- | ----- | ----- | ----- |
| 1   | Kremikovtsi Sofia | 4 | 3 | 1 | 309 | 262 | +47 | Qualificata alle semifinali |       | —     | 92–63 | 89–74 |
| 2   | Racing Paris      | 4 | 2 | 2 | 294 | 295 | −1  |                             |       | 54–59 | —     | 83–73 |
| 3   | ZKK Vozdovac      | 4 | 1 | 3 | 289 | 335 | −46 |                             | 71–69 | 71–94 | —     |       |

## Semifinali
| Squadra #1         | Totale    | Squadra #2      | Andata   | Ritorno |
| ------------------ | --------- | --------------- | -------- | ------- |
| Dynamo Novosibirsk | 198 - 155 | Iskra Ljubljana | 116 - 67 | 82 - 88 |
| Kremikovtsi Sofia  | 141 - 150 | BSE Budapest    | 75 - 70  | 66 - 80 |

## Finale
| Arbitri: | Marcé Rui Valente |

|             |          |                 |
| Szöllősi 21 | Punti    | 22 Kozhevnikova |
| Németh 9    | Rimbalzi | 12 Kozhevnikova |

| Quintetto titolare | Quintetto titolare | Quintetto titolare | Pt | Rim | Ass |  |
| ------------------ | ------------------ | ------------------ | -- | --- | --- |  |
|                    |                    | Judit Szöllősi     | 21 | 2   |     |  |
|                    |                    | Dorottya Nagy      | 1  | 2   |     |  |
|                    |                    | Fodor              | 8  | 1   |     |  |
|                    |                    | Ágnes Németh       | 17 | 9   |     |  |
|                    |                    | Éva Deák           | 9  | 1   |     |  |
|                    |                    | Knopp              | 0  | 1   |     |  |
|                    |                    | Anna Farkas        | 2  | 0   |     |  |
|                    |                    | Andrea Sepsei      | 0  | 1   |     |  |
| Allenatore:        |                    |                    |    |     |     |  |
|                    |                    |                    |    |     |     |  |

| BSE Budapest |  | Dinamo Novosibirsk |

| BSE           | Statistiche        | Dinamo        |
| ------------- | ------------------ | ------------- |
|               | Statistiche        |               |
| 25/57 (43.9%) | Tiro da 2          | 22/50 (44.0%) |
| 1/5 (20.0%)   | Tiro da 3          | 7/17 (41.2%)  |
| 5/10 (50.0%)  | Tiri liberi        | 15/24 (62.5%) |
| 7             | Rimbalzi offensivi | 11            |
| 10            | Rimbalzi difensivi | 22            |
| 17            | Rimbalzi totali    | 33            |
| 11            | Palle rubate       | 20            |
| 24            | Falli              | 14            |

| Quintetto titolare | Quintetto titolare | Quintetto titolare  | Pt | Rim | Ass |  |
| ------------------ | ------------------ | ------------------- | -- | --- | --- |  |
|                    |                    | Galina Kozhevnikova | 22 | 12  |     |  |
|                    |                    | Aleksandra Leonova  | 14 | 3   |     |  |
|                    |                    | Elena Kaputskaja    | 8  | 11  |     |  |
|                    |                    | Bakulina            | 8  | 5   |     |  |
|                    |                    | Irina Minch         | 7  | 0   |     |  |
|                    |                    | Sinelnikova         | 8  | 5   |     |  |
|                    |                    | Ratsko              | 2  | 0   |     |  |
|                    |                    | Irina Levčenko      | 12 | 2   |     |  |
|                    |                    | Kardakova           | 0  | 0   |     |  |
| Allenatore:        |                    |                     |    |     |     |  |
|                    |                    |                     |    |     |     |  |

## Squadra campione
- Squadra campione • D. Novosibirsk (1º titolo): Galina Kozhevnikova, Aleksandra Leonova, Elena Kaputskaja, Bakulina, Irina Minch, Sinelnikova, Ratsko, Irina Levčenko, Kardakova.